# Örnsköldsviks Segelsällskap
Örnsköldsviks Segelsällskap (ÖSS) är ett segelsällskap i Örnsköldsvik. Föreningen bildades 1874, och är därmed Örnsköldsviks äldsta idrottsförening, och det fjärde äldsta segelsällskapet i Sverige. ÖSS är sedan 2015 med i Allsvenskan i segling. 
ÖSS har i sitt tävlingsprogram bland annat Ulvöregattan, övriga tävlingar är bland annat Gälarhällan Cup, Burön Runt, och Malux High Coast Race.
Tillsammans med Bonäsets Båtklubb (BBK) bildade ÖSS föreningen Malmön/Sandviken 2003, som tillhandahåller en gästhamn och bastu i Sandviken på Malmön.
Föreckning över ÖSS ordföranden
| År   | Namn                      |
| ---- | ------------------------- |
| 1874 | F.W Nordeman              |
| 1875 | Carl Åhman                |
| 1876 | John Kull                 |
| 1878 | P.J. Hedberg              |
| 1880 | J. Åslund                 |
| 1884 | P.J. Hedberg              |
| 1886 | Henric Öhngren            |
| 1887 | Hjalmar Ekblom            |
| 1888 | Ragnar Augustin           |
| 1908 | Rudolf Andersson          |
| 1909 | Gustav Schelin            |
| 1912 | H.K.H Pohlman             |
| 1922 | Philip Björkeroth         |
| 1927 | Finn Haeggman             |
| 1928 | Robert Huss               |
| 1931 | Friotz Brenne             |
| 1936 | Carl Otto Kusoffsky       |
| 1943 | Olle Lindgren             |
| 1947 | Einar Andersson (Bjerede) |
| 1948 | Anton Hector              |
| 1959 | Gustav-Adolf Kusoffsky    |
| 1963 | Lennart Hellgren          |
| 1965 | Carl Åke Billsten         |
| 1967 | Gunnar Gabrielsson        |
| 1969 | Sven Wigren               |
| 1973 | Bengt Eskilsson           |
| 1974 | Anders Dahlborg           |
| 1975 | P G Hägglund              |
| 1977 | Gunnar Harju              |
| 1984 | Per-Erik Näslund          |
| 1990 | Peder Lundin              |
| 1992 | Bertil Kristoffersson     |
| 1993 | Enar Lundh                |
| 1998 | Anders Nordin             |
| 2002 | Hans Ögren                |
| 2003 | Robert Carlsson           |
| 2008 | Stefan Karlsson           |
| 2011 | Anders Nordin             |
| 2013 | Martin Rubing             |
| 2016 | Pär Janson                |